# Zacharias Grape
Zacharias Grape (i riksdagen kallad Grape i Haparanda), född 7 december 1826 i Pajala socken, död 9 juli 1874 i Stockholm, var en svensk präst, folkskoleinspektör och politiker. 
Zacharias Grape, som var son till prosten Zacharias Grape, promoverades till filosofie magister vid Uppsala universitet år 1851. Samma år blev han vikarierande kollega och 1854 ordinarie kollega vid läroverket i Haparanda. Ett par år senare prästvigdes han och hade en del kortare kyrkliga förordnanden; han var även fängelsepredikant i Haparanda. År 1867 blev han folkskoleinspektör i Norrbottens län. var riksdagsledamot i andra kammaren 1867–1869 för Norrbottens norra domsagas valkrets. Han skrev fem egna motioner om anslag till höjning av folkskollärarnas löner och om lokala frågor. Grape, som var ogift, är begravd på Norra begravningsplatsen utanför Stockholm.
Han var bror till kyrkoherden Isak Grape och läroverkskollegan Theodor Grape.